# Strongylophthalmyia spinosa
Strongylophthalmyia spinosa är en tvåvingeart som beskrevs av Frey 1956. Strongylophthalmyia spinosa ingår i släktet Strongylophthalmyia och familjen långbensflugor.
Artens utbredningsområde är Burma. Inga underarter finns listade i Catalogue of Life.